# This Fire
This Fire je pátý singl skotské indie-rockové kapely Franz Ferdinand z jejich eponymní desky. Nebyl tak úspěšný jako předchozí singly, na druhou stranu se velice často hrál v rádiích.
Byl vydán jako „online singl“, tzn. že se dal stáhnout ze stránek kapely, kde je dodnes k dispozici. V americkém žebříčku United States Billboard Modern Rock Tracks se umístil na 17. místě, v britském Download Chart bodoval 8. místem. Australská stanice Triple J ho zařadila na 29. místo nejoblíbenějších písní roku 2004.
Skladba „This Fire“ vyšla na soundtracku k počítačové hře Burnout 3: Takedown, kanadský hokejový tým Calgary Flames si ji přivlastnil jako neoficiální hymnu - zněla při každém domácím zápase.
Americký raper Lil Wayne ji později nasamploval do své skladby „Burn This City“.
Obal singlu vychází z díla výtvarníka El Lisickije „Rozbití bílé červeným klínem“.
Tato píseň byla použita v úvodu k populárnímu anime Cyberpunk: Edgerunners

## Úryvek textu
This fire is out of control
I'm going to burn this city
Burn this city
This fire is out of control
I'm going to burn it, I'll burn it
I, I, I'll burn it down

## Jednotlivé verze (CD)

### Australská
1. This Fffire (Rich Costey Re-record)
2. Love and Destroy
3. Missing You

### Britská
1. This Fffire (Rich Costey Re-record)
2. Darts of Pleasure

### Evropská
1. This Fffire (Rich Costey Re-record)
2. This Fire (Playgroup Remix)
3. This Fffire (video)